# 回澜桥 (泰顺县)
回澜桥，位于中华人民共和国浙江省温州市泰顺县司前镇，是浙江省省级文物保护单位之一。
2017年1月19日，回澜桥被列入第七批浙江省文物保护单位，该文物保护单位是一座古建筑。